# Децим Юній Новій Пріск
Децим Юній Новій Пріск (лат. Decimus Iunius Novius Priscus; ? — після 81) — державний діяч часів ранньої Римської імперії, консул 78 року.

## Життєпис
Походив з роду нобілів Новіїв Прісків. Син якогось Новія Пріска та Юнії. На честь матері додав собі ім'я, ставши Децимом Юнієм Новієм Пріском. Завдяки дружбі його батька з Луцієм Сенекою Молодшим зробив гарну кар'єру на початку правління імператора Нерона. Доволі швидко став сенатором. Втім, у 65 році після змови Пізона, Пріска як друга Сенеки було засуджено на довічне вигнання.
У 68 році після сходження на трон Гальби повернувся до Рима. Мав прихильність Веспасіана та його сина Тита. У 78 році став ординарним консулом разом з Луцієм Цейонієм Коммодом, що за часів імператорів з династії Флавіїв було рідкістю. У 78—80 роках як імператорський легат-пропретор керував провінцією Нижня Германія. У 81 році повернувся до Рима. Подальша доля невідома.